# 石野広通
石野 広通（いしの ひろみち、享保3年5月9日（1718年6月7日） - 寛政12年5月21日（1800年7月12日））は、江戸時代中後期の旗本・歌人・国学者。旗本で大番役をつとめた石野広包の子。本姓は中原、通称は平蔵。号は大沢（だいたく）・蹄渓・花月堂・通翁。家禄300石。官途は従五位下遠江守。妻の勇子も「霞関集」に納められている歌人。
江戸に生まれた。冷泉為村・冷泉為泰父子に師事して和歌を学び、ほかに武者小路公野・高松重季にも学んだ。また、有職故実を伊勢貞丈に学んだ。田安宗武・萩原宗固・賀茂真淵・内山椿軒と合わせて明和六歌仙といわれ、内藤正範・横瀬貞臣と合わせて近世武家の三歌人といわれた。納戸番、膳奉行、納戸頭を歴任し、天明元年（1781年）に佐渡奉行となる。在任期間に天明の大飢饉が起こり、相川市中の治安強化を目的としそれまで47箇所あった木戸を73箇所に増設、また夜番（自身番）を増強するなどした。天明4年（1784年）においては特に深刻で相川にある御蔵詰米が不足となり、諸役人の扶持米支給を止めて銭で支給した。また、食料の島外持ち出しを禁止し食料確保を図った。寛政3年（1791年）に普請奉行となる。寛政12年（1800年）、83歳で没した。墓所は東京都中野区万昌院（旧牛込築土八幡町）、諡名は如是縁斎大澤雲岩蹄渓居士。

## 略歴
- 延享3年（1746年）冷泉為村に入門し和歌を学ぶ。
- 宝暦元年（1751年）「沢水編」が成立した。
- 宝暦6年（1756年）「千首和歌」が成立した。
- 宝暦11年（1761年）「うきくさ」が成立した。
- 明和3年（1766年）「軒并」（のきならび）が成立した。
- 明和5年（1768年）「広道百首和歌」が成立した。江戸堂上派の人々の歌を中心に千余首を私選した「霞関集編」を刊行した。
- 明和6年（1769年）「為村卿影前当座」が成立した。
- 明和7年（1770年）「大沢文稿」（だいたくぶんこう）が成立した。
- 明和8年（1771年）「賀筵答和和歌」が成立した。
- 天明元年（1781年）4月15日に佐渡奉行となる。
- 天明2年（1782年）佐渡の地誌「佐渡事略」をまとめる。
- 天明6年（1786年）普請奉行となり、従五位下遠江守に叙任される。
- 天明8年（1788年）「五百四十首」を刊行した。
- 寛政3年（1791年）普請奉行として江戸の上水道調査を行った折の報告書を「上水記」としてまとめる。
- 寛政6年（1794年）「和歌感応抄」が成立した。
- 寛政8年（1796年）「後楽園に入侍る記」が成立した。
- 寛政9年（1797年）「絵そらごと」が成立した。
- 寛政11年（1799年）「霞関集編」の再撰本を刊行した。